# USS 시어도어 루스벨트의 코로나19 범유행
다음은 USS 시어도어 루스벨트 (CVN-71)의 코로나바이러스감염증-19 범유행에 관한 것이다.
현재 USS 시이도어 루스벨트 (CVN-71)의 코로나바이러스감염증-19 확진자는 총 1,102명,
사망자는 총 1명, 완치자는 총 54명이다.
현재 USS 시어도어 루스벨트는 미국 근처에서 정지해 있으며, 많은 인원이 코로나바이러스감염증-19의
확진자가 되고 있다.

## 같이 보기
- 샤를 드골의 코로나19 범유행
- 미국의 코로나19 범유행
- 오세아니아의 코로나19 범유행